# 杰里米·赫米达
杰里米·莱恩·赫米达（Jeremy Ryan Hermida，1984年1月30日—出生于美国佐治亚州亚特兰大）是美国职棒大联盟聖地牙哥教士的外野手。赫米达是一位积极挥棒的球员，因此他获得的保送很少。

## 棒球生涯

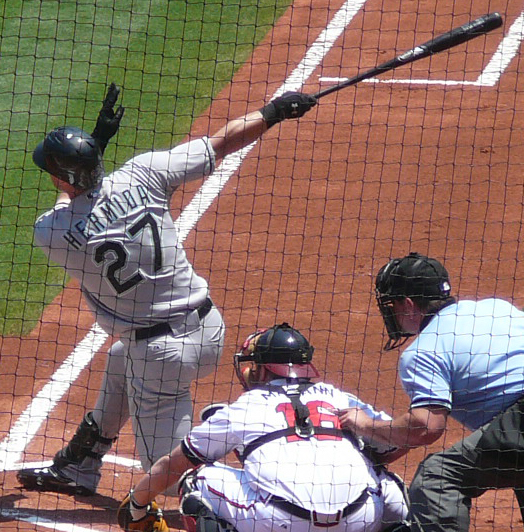
2008年比赛中的赫米达

赫米达从14岁起就被和同在亚特兰大长大的勇士队新星杰夫·弗朗克尔作比较。从玛丽埃塔的约瑟夫惠勒高中毕业后，赫米达在2002年大联盟选秀大会上被佛罗里达马林鱼在第一轮11顺位挑中。当时他被认为是小联盟系统中最有潜力的球员之一。
2005年8月31日，赫米达首次在大联盟亮相，生涯首打席就从圣路易红雀的投手艾尔·雷耶斯手中敲出一支满贯全垒打，他也成为历史上第二位在生涯首打席就击出满贯全垒打的球员，第一位则是1898年时费城费城人的投手比尔·达格尔比做到的。2006年9月2日，圣地牙哥教士的凯文·柯兹曼诺夫也同样在生涯首打席击出满贯全垒打。
2009年11月5日，赫米达被交易到波士顿红袜。由于表现不理想，他在2010年7月31日被球队DFA。
2011年1月4日，赫米达和辛辛那提紅人簽下小聯盟合約並或邀參加春訓，最後獲選成為25人名單替補外野手。
2011年8月31日，紅人將赫米达放入waivers名單。9月4日，赫米达3打數擊出2支安打，並有3分打點。